# Masdevallia wuellneri
Masdevallia wuellneri är en orkidéart som beskrevs av Pedro Ortiz Valdivieso. Masdevallia wuellneri ingår i släktet Masdevallia och familjen orkidéer.
Artens utbredningsområde är Colombia. Inga underarter finns listade i Catalogue of Life.